# Nymphargus chancas
Espèce
Synonymes
- Cochranella chancas Duellman & Schulte, 1993

Statut de conservation UICN

 DD  : Données insuffisantes
Nymphargus chancas est une espèce d'amphibiens de la famille des Centrolenidae.

## Répartition
Cette espèce est endémique de la province de Lamas dans la région de San Martín au Pérou. Elle se rencontre à 1 080 m d'altitude dans la cordillère Orientale.

## Description
Le mâle holotype mesure 24,9 mm

## Étymologie
Cette espèce est nommée en l'honneur des Chancas.

## Publication originale
- Duellman & Schulte, 1993 : New species of centrolenid frogs from northern Peru. Occasional Papers of the Museum of Natural History, University of Kansas, no 155, p. 1-33 (texte intégral).